# Saison 3 de Ozark
Chronologie
Saison 2 Saison 4
Cet article présente la troisième saison de la série Ozark.

## Épisodes

### Épisode 1:En guerre
- États-Unis : 27 mars 2020 sur Netflix

### Épisode 2:Union civile
- États-Unis : 27 mars 2020 sur Netflix

### Épisode 3:Kevin Cronin était là
- États-Unis : 27 mars 2020 sur Netflix

### Épisode 4:Combat de chefs
- États-Unis : 27 mars 2020 sur Netflix

### Épisode 5:De retour de Michoacán
- États-Unis : 27 mars 2020 sur Netflix

### Épisode 6:Su casa es mi casa
- États-Unis : 27 mars 2020 sur Netflix

### Épisode 7:En cas d'urgence
- États-Unis : 27 mars 2020 sur Netflix

### Épisode 8:La Fondation
- États-Unis : 27 mars 2020 sur Netflix

### Épisode 9:Fire Pink Road
- États-Unis : 27 mars 2020 sur Netflix

### Épisode 10:Le Tout pour le tout
- États-Unis : 27 mars 2020 sur Netflix